# Кипар на Европском првенству у атлетици за млађе сениоре 2013.
Кипар је учествовао на 9. Европском првенству за млађе сениоре 2013. одржаном у Тампереу, Финска, од 10. до 14. јула. Репрезентацију Кипра на његовом деветом учешћу на европским првенствима за млађе сениоре представљало је 8 спортиста (6 мушкараца и 2 жене), који су се такмичили у 8 дисциплина (6 мушке и 2 женске).
У табели успешности (према броју и пласману такмичара који су учествовали у финалним такмичењима (првих 8 такмичара) Кипар је са 3 учесника у финалу заузео 36 место са 3 бода..
| Пл. | Земља | 1. место | 2. место | 3. место | 4. место | 5. место | 6. место | 7. место | 8. место | Бр. фин. | Бодови |
| --- | ----- | -------- | -------- | -------- | -------- | -------- | -------- | -------- | -------- | -------- | ------ |
| 18. | Кипар | 0 - 0    | 0 - 0    | 0 - 0    | 0 - 0    | 0 - 0    | 0 - 0    | 0 - 0    | 3 - 3    | 3        | 3      |

## Учесници
| Мушкарци: - Христос Деметриоу — 800 м - Милан Трајковић — 110 м препоне - Василис Константиноу — Скок увис - Панајотис Волоу — Троскок - Мајкл Клатсиас — Бацање диска - Алекандрос Поурсанидис — Бацање кладива | Жене: - Наталија Евангелидоу — 800 м - Андроники Лада — Бацање диска |  |

## Резултати

### Мушкарци
| Атлетичар              | Дисциплина     | Лични рекорд | Квалификације | Квалификације | Полуфинале           | Полуфинале   | Финале               | Финале  | Детаљи |
| Атлетичар              | Дисциплина     | Лични рекорд | Резултат      | Место         | Резултат             | Место        | Резултат             | Место   | Детаљи |
| ---------------------- | -------------- | ------------ | ------------- | ------------- | -------------------- | ------------ | -------------------- | ------- | ------ |
| Христос Деметриоу      | 800 м          |              | 1:51,85       | 9. у гр. 1    |                      |              | Није се квалификовао | 22 / 27 |        |
| Милан Трајковић        | 110 м препоне  |              | 13,94 КВ      | 3. у гр. 2    | 14,22                | 8 / 16       |                      |         |        |
| Василис Константиноу   | скок увис      |              | 2,17 ЛР       | 9. у гр. Б    | Није се квалификовао | 15 / 28      |                      |         |        |
| Панајотис Волоу        | троскок        |              | 15,80 кв      | 6. у гр. А    | 15,79                | 9 / 21 (22)  |                      |         |        |
| Мајкл Клатсиас         | бацање диска   |              | 53,28         | 9. у гр. Б    | Није се квалификовао | 18 / 26 (28) |                      |         |        |
| Алекандрос Поурсанидис | бацање кладива |              | 66,32 кв      | 6. у гр. Б    | 67,92 НРмс           | 8 / 25 (26)  |                      |         |        |

### Жене
| Атлетичарка          | Дисциплина   | Лични рекорд | Група    | Група      | Полуфинале | Полуфинале  | Финале                | Финале | Детаљи |
| Атлетичарка          | Дисциплина   | Лични рекорд | Резултат | Место      | Резултат   | Место       | Резултат              | Место  | Детаљи |
| -------------------- | ------------ | ------------ | -------- | ---------- | ---------- | ----------- | --------------------- | ------ | ------ |
| Наталија Евангелидоу | 800 м        |              | 2:04,03  | 5. у гр. 3 |            |             | Није се квалификовала | 9 / 23 |        |
| Андроники Лада       | бацање диска |              | 51,53 кв | 5. у гр. А | 52.57      | 8 / 22 (23) |                       |        |        |